# サマーズ郡 (ウェストバージニア州)
サマーズ郡（英: Summers County）は、アメリカ合衆国ウェストバージニア州の南部に位置する郡である。2010年国勢調査での人口は13,927人であり、2000年の12,999人から7.1%増加した。郡庁所在地はヒントン市（人口2,676人）であり、同郡で人口最大かつ唯一の法人化都市でもある。サマーズ郡は1871年2月27日に、ファイエット郡、グリーンブライア郡、マーサー郡、モンロー郡のそれぞれ一部を合わせて設立された。郡名はバージニア州選出アメリカ合衆国下院議員ジョージ・W・サマーズ（1804年-1868年）に因んで名付けられた。

## 地理
アメリカ合衆国国勢調査局に拠れば、郡域全面積は368平方マイル (952 km2)であり、このうち陸地361平方マイル (935 km2)、水域は7平方マイル (17 km2)で水域率は1.78%である。

### 主要高規格道路
- 州間高速道路64号線
- ウェストバージニア州道3号線
- ウェストバージニア州道12号線
- ウェストバージニア州道20号線
- ウェストバージニア州道107号線

### 隣接する郡
- グリーンブライア郡 - 北東
- モンロー郡 - 東
- マーサー郡 - 南西
- ローリー郡 - 西
- ファイエット郡 - 北西
- ジャイルズ郡 (バージニア州) - 南南西、ブルーストーン湖の対岸

### 国立保護地域
- ブルーストーン国立景観河川（部分）
- ニュー川峡谷国立河川（部分）

## 人口動態
以下は2000年国勢調査による人口統計データである。
| 基礎データ - 人口: 12,999人 - 世帯数: 5,530 世帯 - 家族数: 3,754 家族 - 人口密度: 14人/km2（36人/mi2） - 住居数: 7,331軒 - 住居密度: 8軒/km2（20軒/mi2） 人種別人口構成 - 白人: 96.57% - アフリカン・アメリカン: 2.15% - ネイティブ・アメリカン: 0.25% - アジア人: 0.09% - 太平洋諸島系: 0.04% - その他の人種: 0.10% - 混血: 0.79% - ヒスパニック・ラテン系: 0.55% 年齢別人口構成 - 18歳未満: 20.5% - 18-24歳: 7.5% - 25-44歳: 24.7% - 45-64歳: 27.3% - 65歳以上: 19.9% - 年齢の中央値: 43歳 - 性比（女性100人あたり男性の人口） - 総人口: 95.6 - 18歳以上: 93.0 | 世帯と家族（対世帯数） - 18歳未満の子供がいる: 25.7% - 結婚・同居している夫婦: 53.8% - 未婚・離婚・死別女性が世帯主: 10.0% - 非家族世帯: 32.1% - 単身世帯: 29.1% - 65歳以上の老人1人暮らし: 14.4% - 平均構成人数 - 世帯: 2.32人 - 家族: 2.84人 収入と家計 - 収入の中央値 - 世帯: 21,147米ドル - 家族: 27,251米ドル - 性別 - 男性: 27,485米ドル - 女性: 18,491米ドル - 人口1人あたり収入: 12,419米ドル - 貧困線以下 - 対人口: 24.9% - 対家族数: 20.3% - 18歳未満: 34.3% - 65歳以上: 14.5% |

## 連邦政府の機関

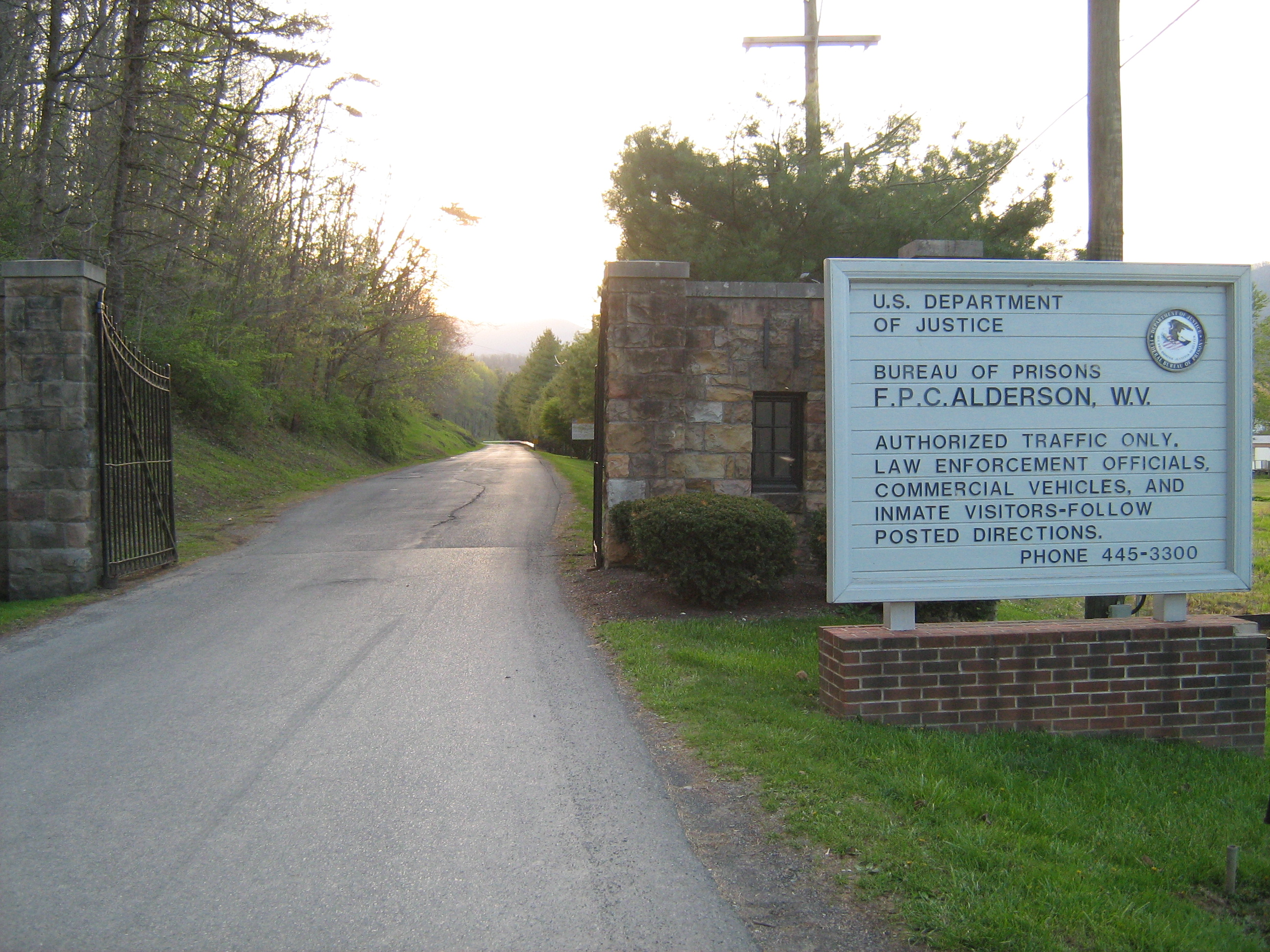
アルダーソン連邦プリズン・キャンプ

アメリカ合衆国刑務所局のアルダーソン連邦プリズン・キャンプがモンロー郡とサマーズ郡の未編入領域に跨って立っている。

## 都市と町

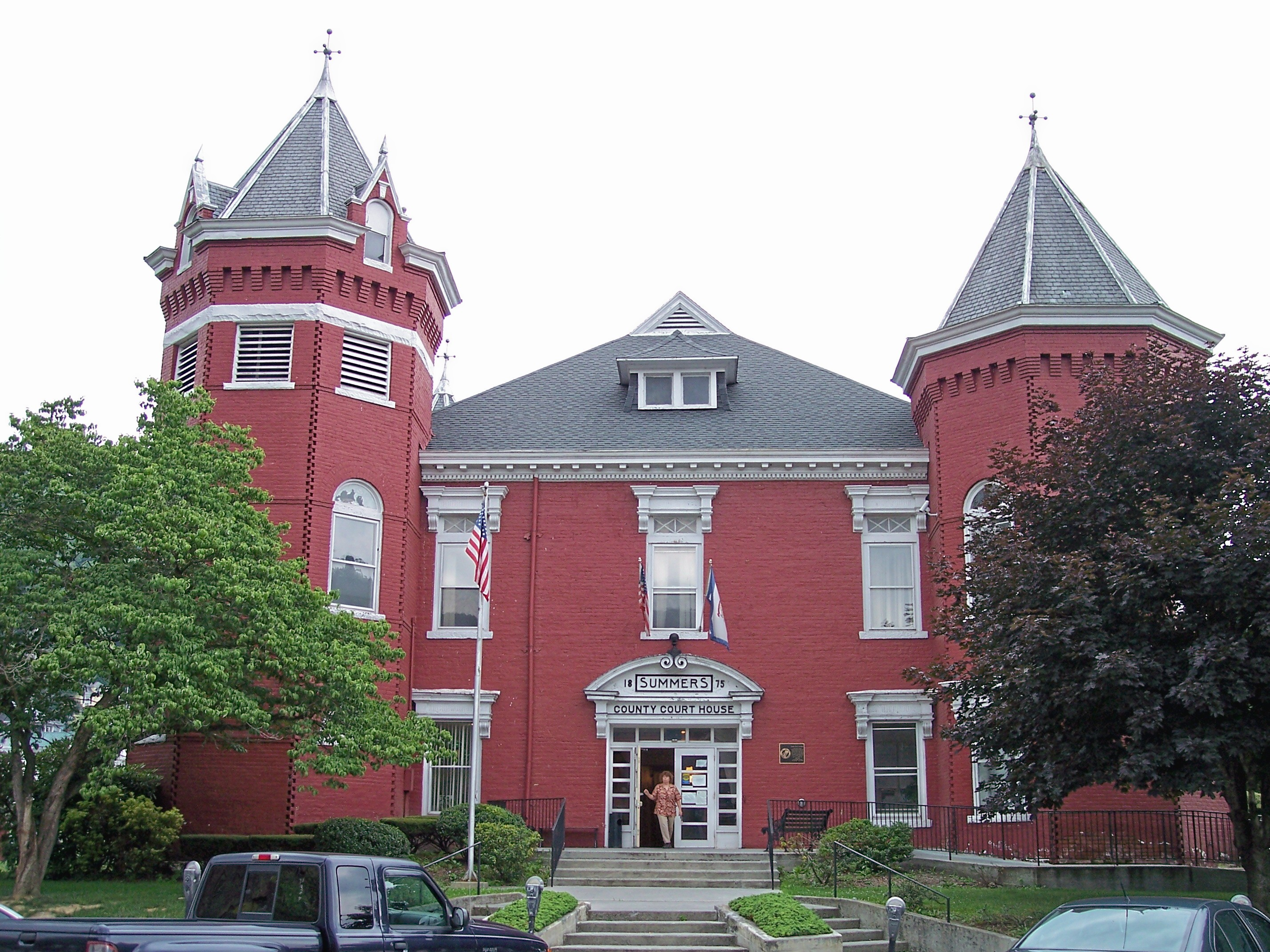
ヒントン市にあるサマーズ郡庁舎

### 都市
- ヒントン - 郡庁所在地

### 未編入の町
- ブルックス
- エルトン
- フォレストヒル
- グリーンサルファースプリングス
- ヒックス
- インディアンミルズ
- ニミッツ
- ペンススプリングス
- パイプステム
- サンドストーン
- タルコット
- ジャンピングブランチ
- マリー

## 教育
郡内の公立学校はサマーズ郡教育学区が管轄している。ウェストバージニア州法に拠れば、州内全ての教育学区は郡と同じ領域を管轄しなければならない。郡内5つの公立学校に1,548人の児童生徒が入学している。9から12年生を教える高校が1校、6から8年生を教える中学校が1校、幼稚園前から5年生を教える小学校が3校ある。サマーズ郡高校は生徒数458人であり、卒業率は78.45%である。
郡内にはパイプステム・クリスチャン・アカデミーという私立学校が1校ある。この学校はウェストバージニア州キリスト教教育協会に属し、幼稚園前から11年生までの児童生徒数は89人である。女子の精神治療寄宿学校であるグリーンブライア・アカデミーはペンススプリングスにある。さらに28の家庭学校で38人の生徒を教えている。